# Pulsztyn

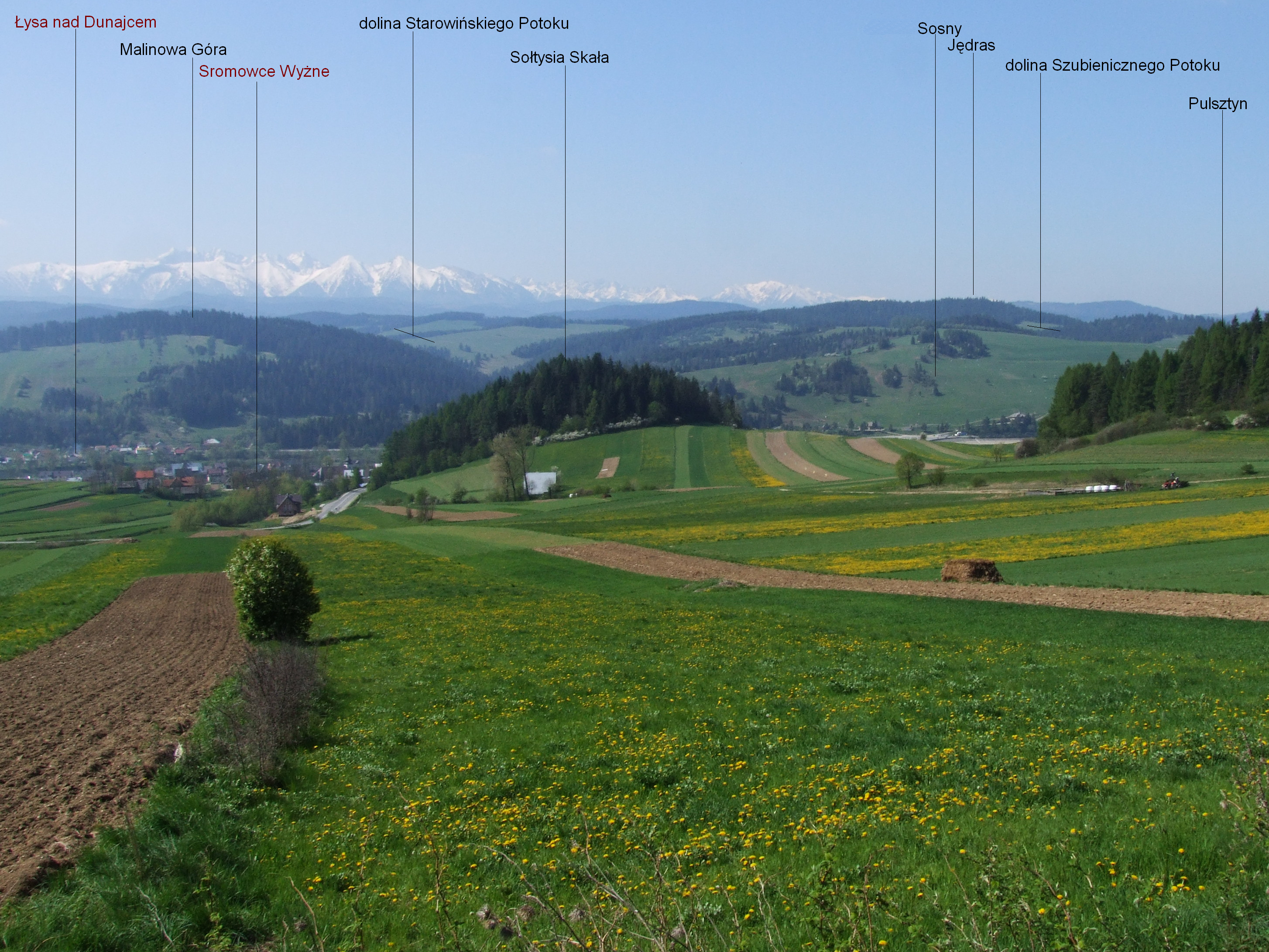
Pulszyn (rechts) von der Polana Sosny mit der Tatra im Hintergrund

Der Pulsztyn ist ein Berg in den polnischen Mittleren Pieninen, einem Gebirgszug der Pieninen, mit 613 Metern Höhe. Der Gipfel liegt in den Czorsztyner Pieninen, ungefähr 150 Meter über dem Tal des Dunajec. Er liegt in der Nähe der Stauseen Jezioro Czorsztyńskie und Jezioro Sromowskie, an dessen Nordrand er angrenzt.

## Lage und Umgebung
Der Pulsztyn liegt im Hauptkamm der Pieninen. Südöstlich des Gipfels liegt der untere Dunajec-Durchbruch, nördlich liegt das Tal der Krośnica.

## Tourismus
Der Pulsztyn liegt im Pieninen-Nationalpark. Er ist für Touristen nicht zugänglich, jedoch von allen Seiten gut sichtbar.